# Иваницкие
Иваницкие (пол. Iwanicki) — русско-польский княжеского рода, герба Пелня.
Их предок Богдан из Иваниц провёл в 1341 князя Любарта, осажденного поляками во Владимире-Волынском, через неприятельский стан. Погиб Богдан позднее при битве с татарами в Летовищах, оставив двух сыновей - Адриана и Илью (Элиаш), которые были рыцарями. Захар (Захарияш) Иваницкий, погиб в битве под Варной (1444), а Михаил был убит под Сокалем (1519). В июле 1639 года в Разрядный приказ поступила челобитная переселенца атамана Якуна (Якова) Дмитриевича Иваницкого и 35-ти черкас, перешедших в российское подданство в 1638 году и несших «береговую службу» в Туле. 
Род Иваницких внесён в родословные книги Волынской, Киевской, Минской, Харьковской, Новгородской, Херсонской, Вологодской, Екатеринославской, Подольской, Курской, Пензенской, Полтавской , Санкт-Петербургской, Тамбовской, Тульской, Ярославской губерний и Кавказского наместничества.
Род Иваницких-Василенко — потомство Фёдора Иваницкого-Василенко — войскового товарища (XVII в.).

## Описание герба
В красном поле шестиконечный крест, водруженный на луне.
Нашлемник: три страусовых пера между двух мечей.